# Faith Minton
Faith Minton (New York, 14 marzo 1957) è un'attrice e stuntwoman statunitense.

## Biografia
Ha sempre lavorato nel mondo del cinema, svolgendo le attività di interprete e stuntwoman. Gode di una certa fama in Italia agli inizi degli anni ottanta, lavorando nella commedia Temporale Rosy (1980) di Mario Monicelli, nel ruolo della protagonista Rosy al fianco di Gérard Depardieu, e Nati con la camicia (1983) di E.B. Clucher, dove interpreta la parte della ragazzona forzuta, moglie del cattivo di turno. In A rischio della vita (1995) di Peter Hyams interpreta Carla, una dei terroristi che occupano la Civic Arena di Pittsburgh nel corso di una finale della Stanley Cup.

## Filmografia
- Temporale Rosy, regia di Mario Monicelli (1980)
- California Dolls (...All the Marbles), regia di Robert Aldrich (1981)
- Nati con la camicia, regia di E.B. Clucher (1983)
- A rischio della vita (Sudden Death), regia di Peter Hyams (1995)